# Red Dead Redemption 2
Red Dead Redemption 2 is een action-adventurespel ontwikkeld door Rockstar Studios. Het spel wordt uitgegeven door Rockstar Games en kwam op 26 oktober 2018 uit voor PlayStation 4 en Xbox One. Ruim een jaar later, op 5 november 2019, kwam het spel ook beschikbaar voor Microsoft Windows. Het spel speelt zich 12 jaar voor de gebeurtenissen van Red Dead Redemption af, dat in 2010 uitkwam.
Het spel werd op 18 oktober 2016 aangekondigd; de eerste trailer werd twee dagen later vrijgegeven. In de trailer werd herfst 2017 als releasedatum gegeven. Op 22 mei 2017 maakte Rockstar Games bekend dat het spel uitgesteld zou worden naar de herfst van 2018.

## Ontvangst
| \| Recensiescore \| Recensiescore \| \| Recensieverzamelaar \| Score \| \| ------------------- \| ------------------------------ \| \| GameRankings \| (X1) 97,44%[5] (PS4) 96,45%[6] \| \| Metacritic \| (X1) 97/100[7] (PS4) 97/100[8] \| \| Publicist \| Score \| \| Gamer.nl \| 9,5/10[9] \| \| InsideGamer \| 9,5/10[10] \| \| Power Unlimited \| 97/100[11] \| \| FOK! \| 9,5/10[12] \| |                          |
| Recensiescore |                          |
| Recensieverzamelaar | Score                    |
| GameRankings | (X1) 97,44% (PS4) 96,45% |
| Metacritic | (X1) 97/100 (PS4) 97/100 |
| Publicist | Score                    |
| Gamer.nl | 9,5/10                   |
| InsideGamer | 9,5/10                   |
| Power Unlimited | 97/100                   |
| FOK! | 9,5/10                   |

## Omgeving
De wereld van Red Dead Redemption 2 omvat vijf fictieve Amerikaanse staten. De staten Ambarino, New Hanover en Lemoyne zijn nieuw in de serie en bevinden zich ten noorden en ten oosten van de wereld van Red Dead Redemption, terwijl de staten New Austin en West Elizabeth terugkeren uit het eerste spel. De staten zijn gecentreerd rond de rivieren San Luis en Lannahechee en de oevers van Flat Iron Lake. Ambarino is een bergwildernis, waarin de grootste nederzetting een Indianenreservaat is. New Hanover is een brede vallei die een knooppunt van industrie is geworden en is de thuisbasis van de veehandel-stad Valentine en de mijnwerkersstad Annesburg. Lemoyne bestaat uit bayou's en plantages die lijken op Louisiana, en is de thuisbasis van de zuidelijke stad Rhodes en de voormalige Franse kolonie Saint Denis, analoog aan New Orleans. West Elizabeth bestaat uit brede vlaktes, dichte bossen en de moderne stad Blackwater. Deze regio is uitgebreid sinds het originele spel tot een enorm noordelijk deel met het stadje Strawberry. New Austin is een dorre woestijnregio gecentreerd op de grenssteden Armadillo en Tumbleweed, die ook in het originele spel zaten. Delen van New Austin en West Elizabeth zijn opnieuw ontworpen om de vroegere tijd weer te geven: Blackwater is bijvoorbeeld nog in ontwikkeling, terwijl Armadillo een spookstad is geworden vanwege een cholera-uitbraak.

## Personages
De speler neemt de rol aan van Arthur Morgan, een luitenant en lid van de Van der Linde-bende. De bende wordt geleid door Dutch van der Linde, een charismatische man die persoonlijke vrijheid hoog in het vaandel draagt en de oprukkende mars van de moderne beschaving wegwuift. De bende omvat ook de beste vriend en co-leider van Dutch, Hosea Matthews, de hoofdrolspeler uit Red Dead Redemption John Marston, zijn partner Abigail Roberts en hun zoon Jack, en de bendeleden Bill Williamson, Javier Escuella, Micah Bell, de Indiaanse jager Charles Smith en de huisvrouw geworden premiejager Sadie Adler.
De criminele daden van de bende brengen hen in conflict met verschillende vijanden, waaronder de rijke oliemagnaat Leviticus Cornwall, wiens activa een doel worden van de Van der Linde-bende. Als reactie werft Cornwall een team agenten van het Pinkerton National Detective Agency aan, onder leiding van Andrew Milton en zijn ondergeschikte Edgar Ross, om de bende op te jagen. De bende ontmoet ook de in Saint Denis gevestigde Italiaanse misdaadheer Angelo Bronte, de controversiële dictator Alberto Fussar uit Guarma en de aartsvijand van Dutch, Colm O'Driscoll, de leider van de rivaliserende O'Driscoll-bende.
Tijdens hun reizen raakt de bende verstrikt in de vete tussen de families Gray en Braithwaite, waarvan wordt beweerd dat ze goud bezitten afkomstig uit de Burgeroorlog. De band van de bende met de families komt voornamelijk voort via Leigh Gray, de sheriff van Rhodes, en Catherine Braithwaite, de matriarch van de familie Braithwaite. Later in het spel helpt Arthur Rains Fall en zijn zoon Eagle Flies, beide leden van de Indiaanse Wapiti-stam wiens land het doelwit is van het leger.

## Verhaal
Na een mislukte overval op een veerboot in 1899, wordt de Van der Linde-bende gedwongen hun aanzienlijke geldvoorraad achter te laten en Blackwater te ontvluchten. De bende realiseert zich dat de vooruitgang van de beschaving stilaan een einde maakt aan het tijdperk van de outlaws, waarop ze besluiten om genoeg geld te verdienen om zo aan de wet te kunnen ontsnappen en een rustig leven te kunnen leiden. Ze beroven een trein die eigendom is van de rijke industrieel Leviticus Cornwall, die als reactie het Pinkerton National Detective Agency inhuurt om de bende te arresteren. Arthur en de bende voeren talloze klussen en overvallen uit in en rond het stadje Valentine, en Dutch belooft voortdurend dat de volgende overval hun laatste zal zijn. Arthur stoort zich meer en meer aan de roekeloosheid en geweldlust van bendelid Micah.
Cornwall neemt wraak voor de treinoverval, die zijn hoogtepunt bereikt tijdens een dodelijke schietpartij in het centrum van Valentine. De bende verhuist naar Lemoyne, waar ze kennis maken met de families Gray en Braithwaite. Dutch probeert de rivaliserende families nog meer tegen elkaar op te zetten, maar hij onderschat hen. De bende wordt in een hinderlaag gelokt door de familie Gray waarbij Sean wordt gedood. Ondertussen heeft de familie Braithwaite Jack, het zoontje van John, ontvoerd. De bende neemt wraak en vernietigt beide families. Ze ontdekken dat Jack zich bij Angelo Bronte bevindt, die hen Jack terugbezorgt en vriendschap sluit met de bende. Hij geeft hen aanwijzingen naar potentiële klusjes, maar verraadt hen. Dutch ontvoert Bronte en voert hem aan een alligator, waardoor Arthur zich nog meer zorgen begint te maken.
De bende blijft in Saint Denis, waar Dutch en Hosea de bende leiden tijdens een bankoverval. De Pinkertons komen tussenbeide, arresteren John en doden Hosea en Lenny. Dutch, Arthur, Bill, Javier en Micah ontsnappen uit de stad met een schip dat richting Cuba vaart. Een hevige storm doet het schip zinken en de bendeleden spoelen aan op het eiland Guarma, waar ze verwikkeld raken in een oorlog tussen de tirannieke suikerplantage-eigenaars en de tot slaaf gemaakte lokale bevolking. De groep helpt met succes de revolutie tegen de plantage-eigenaars en vinden een veilig transport terug naar de Verenigde Staten.
De groep herenigt zich met de rest van de bende en Dutch raakt geobsedeerd over nog een allerlaatste overval. Dutch twijfelt aan de loyaliteit van Arthur nadat die hem ongehoorzaam is geweest door John eerder dan gepland te gaan bevrijden. Hij stelt Micah aan als zijn nieuwe luitenant en schuift Arthur opzij. Arthur maakt zich zorgen omdat Dutch niet langer de man is die hij kende, onder andere omdat hij zich afzondert, zijn idealen opgeeft en Cornwall vermoordt. Arthur krijgt te horen dat hij lijdt aan tuberculose. Hij denkt na over zijn daden en hoe hij de bende na zijn dood kan beschermen. Hij probeert John te overtuigen om te vluchten met zijn gezin en tart Dutch openlijk door de lokale Indianen te helpen.
Wanneer de Pinkertons het kamp aanvallen, wordt Dutch paranoïde en denkt dat een van de bendeleden als informant werkt. Verschillende bendeleden raken gedesillusioneerd en vertrekken, terwijl Dutch en Micah een laatste overval voorbereiden op een trein die de lonen van het leger vervoert. Arthur's geloof in Dutch wordt verwoest wanneer Dutch hem achterlaat voor het leger, John voor dood wordt achtergelaten en weigert om Abigail te redden wanneer ze wordt ontvoerd. Arthur en Sadie zijn weer ongehoorzaam aan Dutch wanneer ze Abigail redden van agent Milton, die Micah noemt als de informant voordat hij wordt vermoord door Abigail.
Arthur keert terug naar het kamp en beschuldigt Micah openlijk van verraad. Dutch, Bill, Javier en Micah keren zich tegen Arthur en de teruggekeerde John, maar de impasse wordt onderbroken wanneer de Pinkertons terugkeren. De speler kan ervoor kiezen om John te helpen ontsnappen door de Pinkertons op te houden of terug te laten keren naar het kamp om het geld van de bende terug te krijgen. Micah lokt Arthur in de val, en Dutch komt tussenbeide tijdens hun gevecht. Arthur overtuigt Dutch ervan om Micah achter te laten en te vertrekken. Als de speler een hoog eergehalte heeft, bezwijkt Arthur aan zijn verwondingen en ziekte en sterft hij vredig terwijl hij naar de zonsopgang kijkt. Als de speler een laag eergehalte heeft, wordt Arthur geëxecuteerd door Micah.

### Epiloog
Acht jaar later, in 1907, proberen John en zijn gezin een eerlijk leven te leiden. Ze vinden werk op een ranch waar John terugvecht tegen boeven die zijn werkgever bedreigen. Abigail gelooft dat John zijn oude leven niet kan opgeven en vertrekt samen met Jack. John sluit een banklening af en koopt zijn eigen ranch. Hij werkt samen met Sadie, Charles en Uncle om een nieuw huis te bouwen en wanneer Abigail bij hem terugkeert, vraagt hij haar ten huwelijk. Tegen de wil van Abigail in, jagen John, Sadie en Charles op Micah. Dutch is ook onlangs aangekomen in het kamp van Micah, die ondertussen zijn eigen bende leidt. Dutch schiet Micah neer en vertrekt, waardoor John hem kan afmaken. In Micah's hut vindt John het geld uit Blackwater, waarmee hij zijn schulden afbetaalt. John trouwt met Abigail en ze beginnen hun nieuwe leven op de ranch samen met Jack en Uncle, terwijl Sadie en Charles vertrekken voor andere bezigheden.
De laatste scène toont Edgar Ross - de assistent van agent Milton die nu benoemd is tot directeur van het Bureau of Investigation - die de boerderij van John observeert, wat de voorbode is van de gebeurtenissen uit het originele spel.

## Cast
| Acteur                | Rol                        |
| --------------------- | -------------------------- |
| Roger Clark           | Arthur Morgan              |
| Rob Wiethoff          | John Marston               |
| Benjamin Byron Davis  | Dutch van der Linde        |
| Cali Elizabeth Moore  | Abigail Roberts            |
| Steve J. Palmer       | Bill Williamson            |
| Noshir Dalal          | Charles Smith              |
| Curzon Dobell         | Hosea Matthews             |
| Marissa Buccianti     | Jack Marston (4 jaar oud)  |
| Ted Sutherland        | Jack Marston (12 jaar oud) |
| Gabriel Sloyer        | Javier Escuella            |
| Stephen Gevedon       | Josiah Trelawny            |
| Jo Armeniox           | Karen Jones                |
| Pico Alexander        | Kieran Duffy               |
| Harron Atkins         | Lenny Summers              |
| Howard Pinhasik       | Leopold Strauss            |
| Samantha Strelitz     | Mary-Beth Gaskill          |
| Peter Blomquist       | Micah Bell                 |
| Penny O'Brien         | Molly O'Shea               |
| Sean Haberle          | Orville Swanson            |
| Alex McKenna          | Sadie Adler                |
| Michael Mellamphy     | Sean Macguire              |
| Jim Santangeli        | Simon Pearson              |
| Kaili Vernoff         | Susan Grimshaw             |
| Meeya Davis           | Tilly Jackson              |
| James Anthony McBride | Uncle                      |
| John O'Creagh         | Uncle (zang)               |
| Jayme Lake            | Edith Downes               |
| Jeremiah Bitsui       | Eagle Flies                |
| Guyviaud Joseph       | Hercule Fontaine           |
| Jake Silbermann       | Lyndon Monroe              |
| Julie Jesneck         | Mary Linton                |
| Graham Greene         | Rains Fall                 |
| Irene DeBari          | Zuster Calderón            |
| Alfredo Narciso       | Alberto Fussar             |
| John Hickok           | Andrew Milton              |
| Jim Pirri             | Angelo Bronte              |
| Ellen Harvey          | Catherine Braithwaite      |
| Andrew Berg           | Colm O'Driscoll            |
| Jim Bentley           | Edgar Ross                 |
| Malachy Cleary        | Henry Favours              |
| Tim McGeever          | Leigh Gray                 |
| John Rue              | Leviticus Cornwall         |